# Unterwellesmühle
Unterwellesmühle ist ein Gemeindeteil der Stadt Wallenfels im Landkreis Kronach (Oberfranken, Bayern).

## Geographie
Der Weiler liegt am Wellesbach und an einem rechten Zufluss des Wellesbachs, der dort mündet. Die Kreisstraße KC 32 führt nach Oberwellesmühle (0,4 km nordöstlich) bzw. nach Wellesbach zur Bundesstraße 173 (1,6 km südlich). Ein Anliegerweg führt nach Schindelthal (0,9 km westlich).

## Geschichte
Gegen Ende des 18. Jahrhunderts gehörte Unterwellesmühle zur Realgemeinde Wellesberg. Das Hochgericht übte das bambergische Centamt Wallenfels aus. Das Vogteiamt Wallenfels war der Grundherr der Mahlmühle.
Mit dem Gemeindeedikt wurde Unterwellesmühle dem 1808 gebildeten Steuerdistrikt Wallenfels und der 1818 gebildeten Ruralgemeinde Wolfersgrün zugewiesen. Am 1. April 1951 wurde Unterwellesmühle in die Gemeinde Neuengrün umgegliedert, die am 1. Juli 1971 im Zuge der Gebietsreform in Bayern nach Wallenfels eingemeindet wurde.

### Einwohnerentwicklung
| Jahr      | 001818 | 001861 | 001871 | 001885 | 001900 | 001925 | 001950 | 001961 | 001970 | 001987 |
| Einwohner |        | 20     | *      | *      | *      | *      | *      | *      | 15     | 18     |
| Häuser    | 2      |        |        | *      | *      | *      | *      | *      |        | 4      |
| Quelle    | [ 5 ]  | [ 8 ]  | [ 9 ]  | [ 10 ] | [ 11 ] | [ 12 ] | [ 13 ] | [ 14 ] | [ 15 ] | [ 1 ]  |

## Religion
Der Ort ist römisch-katholisch geprägt und nach Mariä Geburt (Steinwiesen) gepfarrt.